# Чоко (птах)
Чоко (Xenornis setifrons) — вид горобцеподібних птахів родини сорокушових (Thamnophilus). Мешкає в Панамі і Колумбії. Єдиний представник монотипового роду Чоко (Xenornis)

## Опис
Довжина птаха становить 15,5 см. Тім'я і спина темно-коричневі, на крилах жовтувато-коричневі смужки. Нижня частина тіла в самця темно-сіра. в самиці горло білувате, нижня частина тіла коричнева, груди жовтувато-коричневі. Хвіст темно-сірий з білими кінчиками, відносно довгий. Дзьоб тонкий, вигнутий, темно-сірий, лапи темно-сірі.

## Поширення і екологія
Чоко мешкають у східній Панамі та на крайньому заході Колумбії (департамент Чоко). Вони живуть в підліску густих тропічних вологих лісів, в глибоких ярах на висоті 350-800 м над рівнем моря. Харчуються комахами, яких ловить на землі та серед рослинності. Гніздування триває з квітня по липень. Гнідо чашоподібне, підвішується на висоті до 3 м над землею.

## Збереження
МСОП вважає цей вид вразливим. Йому загрожує знизення природного середовища.